# Kip Bogorodice u Katunima
Kip Bogorodice, u selu Katunima, u općini Šestanovac.

## Opis
Djelo je nastalo u 18. stoljeću. Skulptura prikazuje Bogorodicu koja sjedi na oblacima okružena anđelima, sklopljenih ruku u molitveni položaj s glavom blago nagnutom u lijevo i pogledom u lijevo. U ruci ima krunicu. Riječ je o ikonografskom prikazu Uznesenja Blažene Djevice Marije na nebo (Velika Gospe). Bogorodica je odjevena u zlatnu haljinu preko koje je prebačen zlatni plašt koji se razigrano spušta u harmoničnim igrama nabora čime skulptura dobiva na vibrantnosti igre svijetla i sjene. Bogorodica je postavljena na kvadratno drveno postolje.

## Zaštita
Pod oznakom P-5026 zaveden je kao pokretno kulturno dobro - pojedinačno, pravna statusa preventivno zaštićena kulturnog dobra, klasificirano kao sakralni/religijski predmeti.